# Horodok (Tschortkiw)
Horodok (ukrainisch Городок; russisch Gorodok, polnisch Gródek) ist ein Dorf im Rajon Tschortkiw der Oblast Ternopil im Westen der Ukraine.
Der Ort liegt etwa 104 Kilometer südlich der Oblasthauptstadt Ternopil und 9 Kilometer östlich der ehemaligen Rajonshauptstadt Salischtschyky am Ufer des Dnister beim Zusammenfluss mit dem Seret. Er bildet die gleichnamige Landratsgemeinde.
Der Ort wurde 1418 zum ersten Mal erwähnt, erhielt später das Magdeburger Stadtrecht und lag zunächst in der Adelsrepublik Polen-Litauen, Woiwodschaft Podolien als Teil der Adelsrepublik Polen. Von 1772 bis 1918 gehörte er, mit Unterbrechung zwischen 1810 und 1815, als Teil des Tarnopoler Kreises an Russland abgetreten werden musste, unter seinem polnischen Namen Grudek, später Gródek zum österreichischen Galizien  (bis 1918 dann im Bezirk Zaleszczyki).
Nach dem Ende des Ersten Weltkrieges kam der Ort zu Polen (in die Woiwodschaft Tarnopol, Powiat Zaleszczyki, Gmina Kasperowce), wurde im Zweiten Weltkrieg ab September 1939 von der Sowjetunion und dann ab Sommer 1941 bis 1944 von Deutschland besetzt, hier wurde der Ort in den Distrikt Galizien eingegliedert.
Nach dem Ende des Krieges wurde der Ort der Sowjetunion zugeschlagen, dort kam das nunmehr zum Dorf herabgestufte Horodok zur Ukrainischen SSR und ist seit 1991 ein Teil der heutigen Ukraine.
Am 12. Juni 2020 wurde das Dorf ein Teil der Stadtgemeinde Salischtschyky im Rajon Salischtschyky; bis dahin bildete es die Landratsgemeinde Horodok (Городоцька сільська рада/Horodozka silska rada) im Süden des Rajons Salischtschyky.
Am 17. Juli 2020 wurde der Ort Teil des Rajons Tschortkiw.